# Moravské náměstí
Moravské náměstí je veřejné prostranství v centru brněnské městské části Brno-střed, rozkládající se na severovýchodním okraji katastrálního území Město Brno. V jižní části Moravského náměstí stojí kostel svatého Tomáše s přilehlým areálem augustiniánského kláštera. Dlážděné náměstí spolu s ním uzavírá z jihu blok budovy DOPZ s kinem Scala a od západu sídlo Nejvyššího správního soudu. Severní část Moravského náměstí zabírají dva parky, oddělené tramvajovou a silniční komunikací. Západní má podobu rekreačního parku s dřevinami a květinovými záhony, v jeho středu se nachází multifunkční plocha s vodním prvkem a kavárna. Východnímu parčíku, fakticky části parku Koliště, dominuje monumentální pomník „Vítězství Rudé armády nad fašismem“ od sochaře Vincence Makovského.  
Moravské náměstí je také významný dopravní uzel několika tramvajových a autobusových linek.

## Historie

### Od středověku do 18. století
Původně se zde nacházelo opevnění středověkého města, jedno z nejmohutnějších na Moravě. To drželo dnešní jižní část náměstí s kostelem sv. Tomáše a augustiniánským klášterem uvnitř hradeb, zatímco rozsáhlé severní plochy parku vznikly až jeho zbouráním.
Kostel svatého Tomáše pochází ze 14. století, kdy jej založil Jan Jindřich společně s augustiniánským klášterem. Dokončené kněžiště bylo posvěceno 13. března 1356, současná barokní podoba kostela pochází ze 17. století. Přilehlou budovu Místodržitelského paláce, která byla do barokní podoby přestavěna ve 30. letech 18. století, využívaly po vystěhování kláštera Josefem II. od roku 1783 zemské úřady.

### 19. století

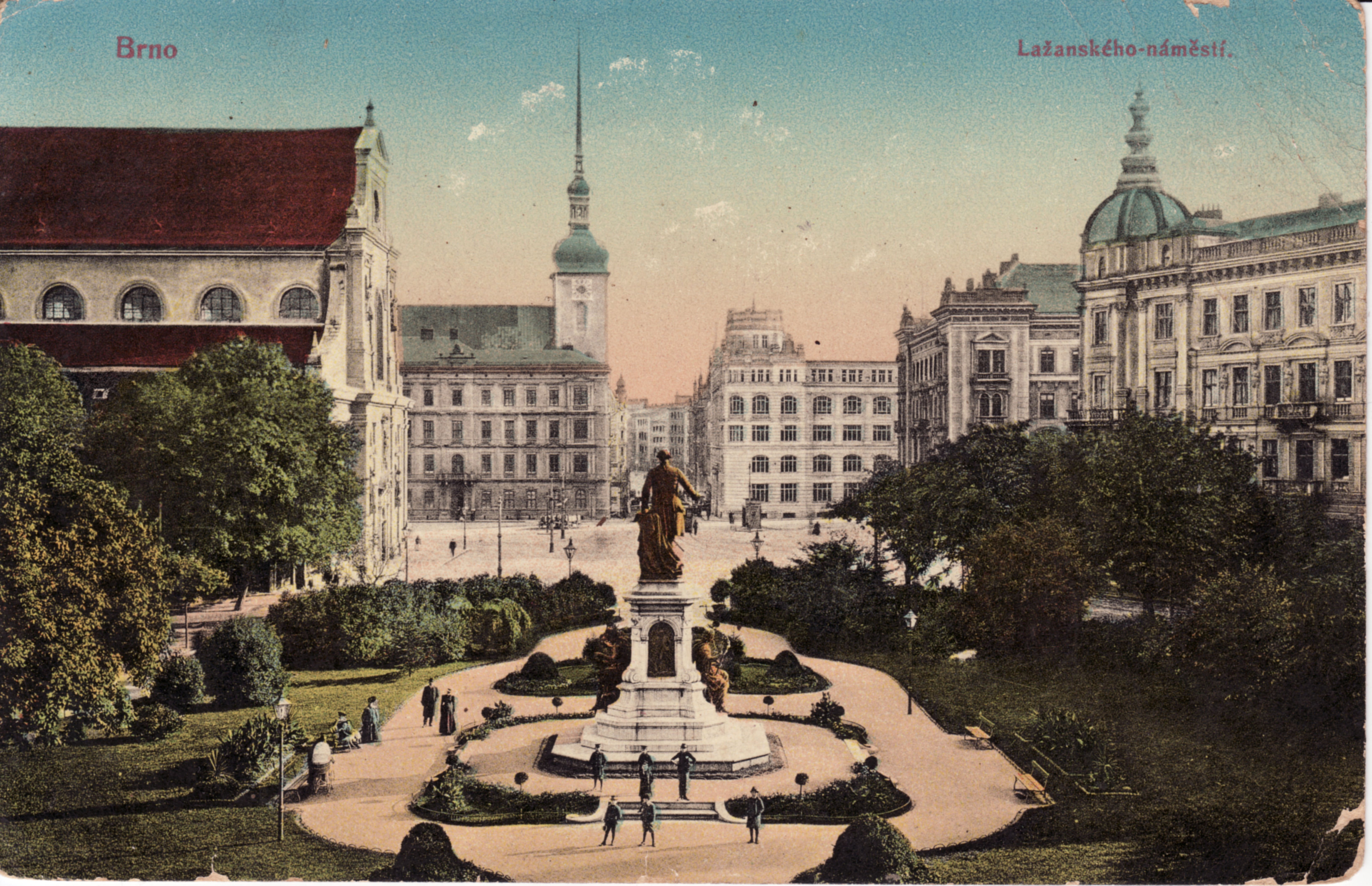
Moravské náměstí v roce 1892 s pomníkem císaře Josefa II. (stržen r. 1919)

Rozebráním městského opevnění a rozšířením náměstí o parkové plochy vzniklo největší náměstí v celém Brně. Vnější bastionový pás města nechal rozebrat už francouzský císař Napoleon I. roku 1809, na základě nařízení rakouského císaře Františka Josefa I. ze dne 25. prosince 1852 pak přestalo být Brno vojenským městem a během 60. let 19. století byl zrušen i vnitřní bastionový pás hradeb.
Na rohu dnešní Lidické ulice byl v letech 1860–1863 postaven Berglův palác. V severní, parkové části náměstí byl 17. května 1891 slavnostně otevřen Německý dům jako ústřední místo spolkové činnosti německých obyvatel města. Historizující budova stála v ose nově proražené ulice (dnešní Rašínovy), která propojila náměstí Svobody s Moravským, a tvořila tak novou pohledovou dominantu. O rok později byl v parku před ní vztyčen monumentální pomník Josefa II. od sochaře Antona Breneka.
Výrazně do náměstí zasáhlo zavedení tramvajové dopravy. Nejprve linka koněspřežky, jejíž dráha od 18. října 1869 vedla od Kiosku (dnešního předělu západního a východního parku Moravského náměstí) přes Žerotínovo náměstí a po Husově ulici na Šilingrovo náměstí. Ta však byla již 1. května 1872 jako nevýdělečná uzavřena. Od 2. února 1901 pak byla zprovozněna první část dvoukolejné elektrické tramvajové tratě přes Moravské náměstí, od Rašínovy (tehdy Kostelní) přes Komenského (Eliščino) náměstí na Obilní trh. Dne 12. července 1903 byla uvedena do provozu i trať od Rašínovy (tehdy již Liechtensteinovy) směrem ke Kiosku a do Lidické (Nové) ulice. 

### 20. století

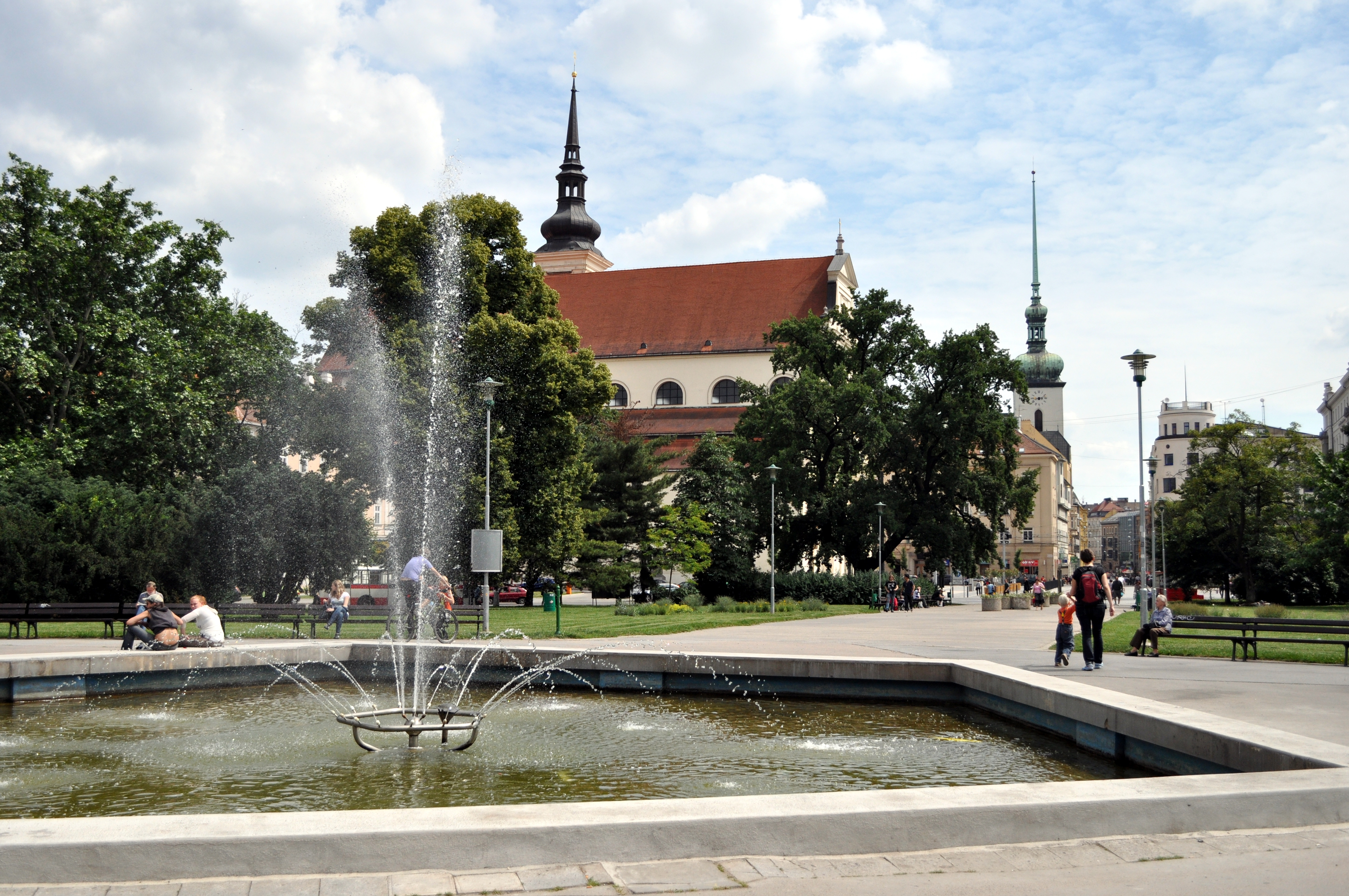
Západní část parku v podobě do roku 2022, s kašnou ze 70. let 20. století

V časech okupace nacistickým Německem, od 2. prosince 1939 byl zahájen provoz i na nové trati směrem do ulice Milady Horákové (Francouzské). V té době neslo náměstí jméno Adolfa Hitlera, přestože se po něm původně mělo jmenovat náměstí Svobody, avšak zvoleno bylo větší náměstí Moravské (dříve Lažanského). Krátce po 2. světové válce, v srpnu 1945 byl zbourán značně poškozený Německý dům. Pomník Josefa II. vzal za své už dříve – při prvním výročí vzniku Československa roku 1919 byl stržen československými legionáři, úřady jej již neobnovily a kamenný podstavec byl rozebrán. Místo něj měl být později postaven pomník T. G. Masaryka podle návrhu architekta Jaroslava Fragnera a sochaře Vincence Makovského. Základní kámen měl být položen původně k 20. výročí vzniku republiky 28. října 1938, což znemožnila okupace. Byl tedy slavnostně položen 27. října 1946, ale k realizaci pomníku stejně nedošlo a v polovině 50. let byl odstraněn i jeho základní kámen.
Od 25. září 1946 bylo náměstí pojmenováno po Rudé armádě. Před Místodržitelským palácem byl 5. listopadu 1950 odhalen pomník s portrétní bustou maršála Malinovského, v roce 1955 přenesený na Malinovského náměstí. V témže roce, u příležitosti 10. výročí osvobození Brna byl 26. dubna 1955 slavnostně odhalen monumentální památník osvobození ve východní části parku, fakticky části parku Koliště. Na jeho tvorbě se podílel sochař Vincenc Makovský a architekt Bohuslav Fuchs, sokl pro sochu rudoarmějce vytvořil Antonín Kurial. Zároveň byla kompletně změněna úprava zbývající parkové části náměstí a na uprázdněném místě po nerealizovaném Masarykově pomníku přibyla kašna ve tvaru pětiúhelníku, z níž po zemi vybíhaly cípy původně červeného asfaltu, což celkově vytvářelo tvar rudé hvězdy.
Dnešní název má Moravské náměstí od roku 1990.

### 21. století

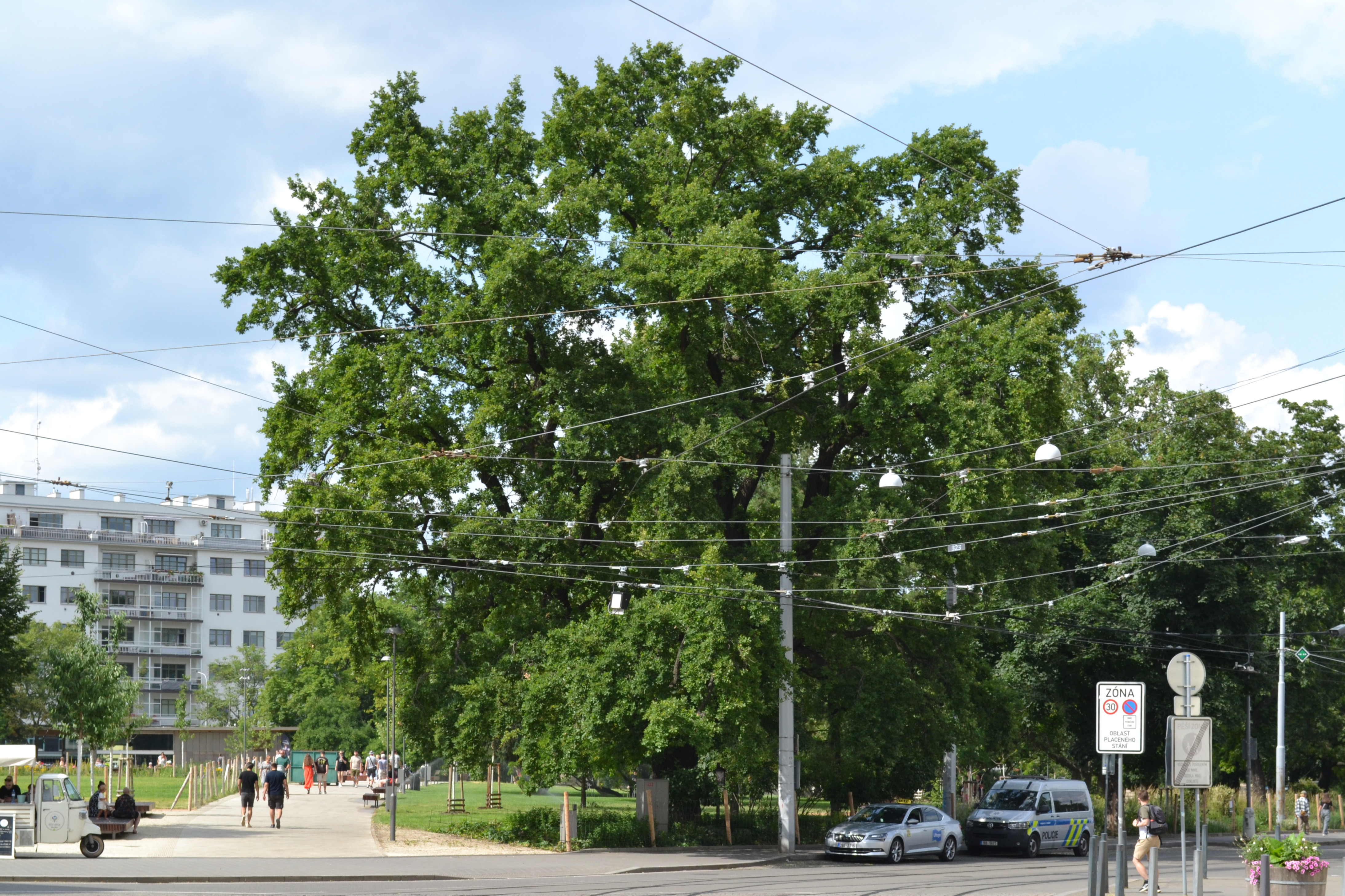
Jeden z památných dubů v parku

V letech 2009–2010 probíhala celková rekonstrukce jižní části náměstí před Místodržitelským palácem a kostelem sv. Tomáše. Autorem projektu byl Petr Hrůša spolu s Lukášem Peckou a Vítem Zenklem z Ateliéru Brno. Po opravě bylo předáno veřejnosti 15. září 2010. Bylo zde zrušeno dosavadní parkoviště, dlažba byla rozdělena do geometrického rastru a podobně byl rozmístěn i mobiliář. Do prostoru pak byly rozmístěny prvky zpodobňující čtyři Platónovy ctnosti, které by město mělo mít: umírněnost, moudrost, spravedlnost a statečnost.
- Spravedlnost ztvárnila měděná socha muže zvedajícího kvádr (lidově zvaná „exekutor odnášející pračku“[14]) od Maria Kotrby, instalovaná 31. srpna 2010 a slavnostně odhalená 9. září téhož roku na piazzetě před Nejvyšším správním soudem.[15]
- Umírněnost je představována sochařsky lapidární hranolovou kašnou, situovanou osově naproti Kotrbově soše, před Místodržitelským palácem.[16]
- Moudrost či prozíravost symbolizuje bronzový model města z roku 1645, kdy úspěšně čelilo obléhání švédského vojska. Plastický model, jehož předlohou byla veduta Hanse Benno Bayera a Hanse Jörga Zeissera,[17] je umístěn na kvádru při jižní straně náměstí.
- Původně byla v roce 2009 vypsána soutěž na ztvárnění čtvrté ctnosti formou jezdecké sochy Jošta Lucemburského, jehož hrobka se nachází právě ve zdejším kostele sv. Tomáše (a v lednu 1999 byla otevřena).[18] Hodnotící komise vybrala z téměř 50 návrhů ten od Maria Kotrby, autora alegorie spravedlnosti, avšak Rada města Brna se s výběrem neztotožnila, realizaci odložila a v roce 2012 vyhlásila soutěž novou.[19][20] Z 21 návrhů pak byly komisí vybrány tři nejlepší, z nichž rada odsouhlasila model od Jaroslava Róny.[21][22] Autor pak na soše pracoval tři roky, podle vlastního vyjádření však netvořil portrétní sochu Jošta, nýbrž především stylizovaného středověkého rytíře jako alegorii statečnosti.[23] Po instalaci na místo byla slavnostně odhalena 28. října 2015.[24]

V letech 2012–2013 došlo i na opravu parkové části náměstí, zejména pomníku osvobození a jeho okolí. Socha rudoarmějce byla 11. října 2012 demontována a odvezena do Buštěhradu k restaurátorskému ošetření. Obnoveny byly trávníky i mobiliář, k zásadním změnám v prostorovém řešení však nedošlo.
V srpnu 2016 městská část Brno-střed vyhlásila veřejnou architektonicko-urbanistickou a krajinářskou soutěž o návrh parku na náměstí, v části kolem pěticípé fontány. Počátkem prosince byly vyhlášeny výsledky, porota z 20 návrhů vybrala záměr kanceláře Consequence forma, se záměrem jeho realizace v roce 2018.
Smlouva s vítězem soutěže byla uzavřena v březnu 2019, projekční práce skončily v létě 2021. Původní kašnu nahradila centrální multifunkční plocha s vodním prvkem a mlžnými tryskami, kterou obepíná dřevěný sedací lem s obvodem 120 metrů. Centrální plocha je určena k rekreačnímu i kulturnímu využití. Nová parková úprava zahrnuje systém sběru dešťových vod, shromažďovaných pro závlahové účely. V severní části parku vznikla kavárna s veřejnými toaletami. Revitalizační a stavební práce započaly 1. března 2022, skončily v listopadu téhož roku. Kavárna byla zprovozněna na jaře 2023. Náklady rekonstrukce dosáhly 132,5 milionů korun, ostatní náklady činily asi 10 milionů korun. Město Brno se podílelo 95,5 miliony, zbytek financovala městská část Brno-střed.

## Doprava

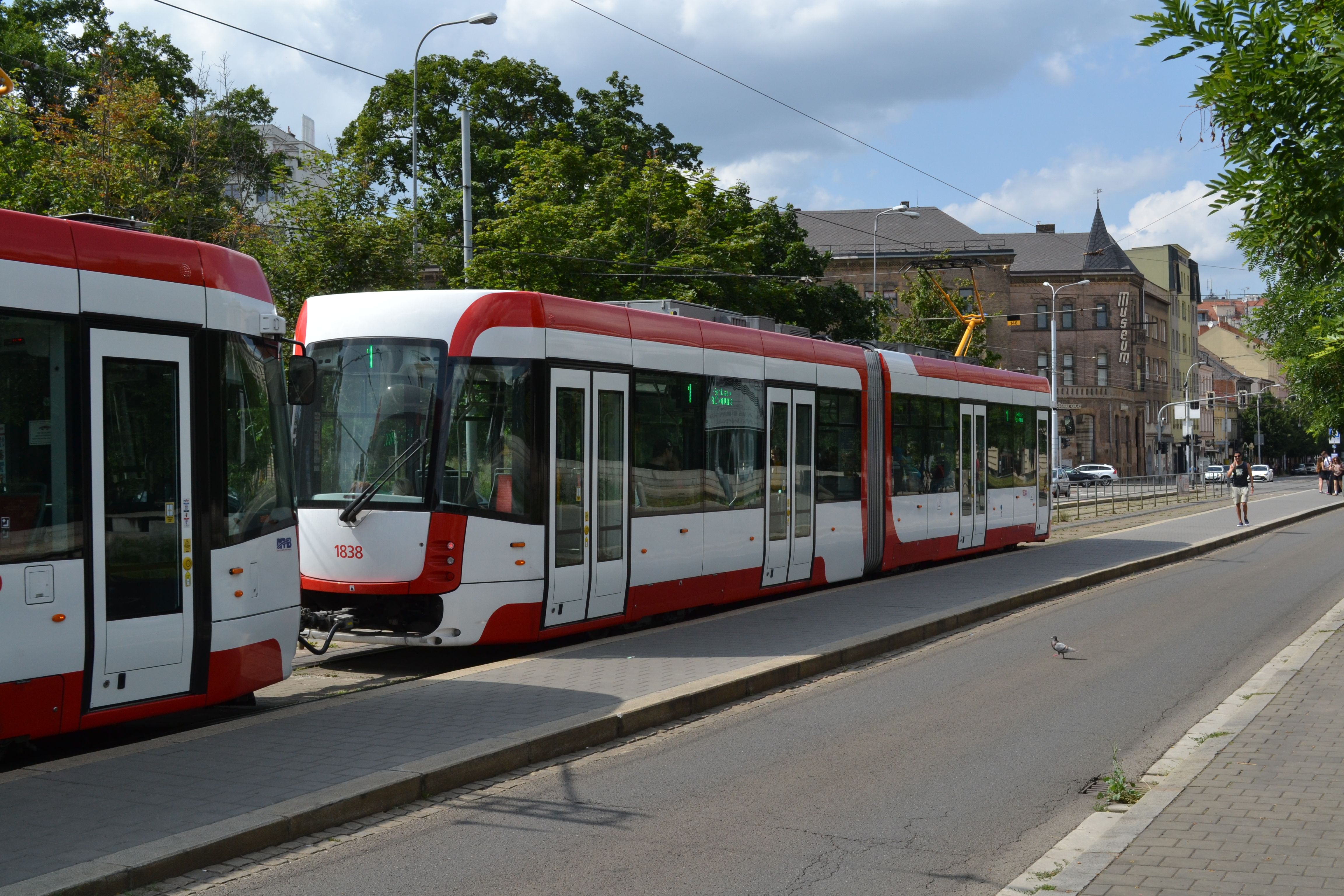
Tramvaj linky 1 na zastávce Moravské náměstí

Moravské náměstí je významný městský dopravní uzel, jsou zastávky tramvají a denních a nočních autobusů. Jezdí zde jedna denní autobusová linka (67), 2 noční autobusové linky (N90 a N91) a 5 tramvajových linek (1, 3, 5, 6 a 9). Autobusy jezdívají v 15–30 minutovém intervalu. Noční autobusy jezdí jednou až dvakrát za hodinu. Tramvaje jezdí ve špičce 5–10 minut od sebe.
Tramvajová trať na Moravském náměstí byla modernizována[kdy?] včetně samotné zastávky. V rámci modernizace je v přístřešku zásuvka na nabíjení, dotyková obrazovka, kde je možné si prohlédnout jízdní řády a najít další informace.

## Vývoj názvu
- počátkem 19. století – Dikasterialplatz (podle soudní budovy (dikasterionu), dnes Místodržitelský palác)
- 19. července 1860 – Lažanskýplatz (po místodržiteli Leopoldu Lažanském z Bukové (1808–1860))
- 15. prosince 1915 – Kaiser-Josef-Platz + Am Kiosk
- 30. prosince 1918 – Lažanského náměstí + Kiosk
- 6. prosince 1935 – Lažanského náměstí + Švehlova
- 17. března 1939 – Lažanskýplatz + Švehlagasse
- 19. března 1939 – Adolf-Hitler-Platz + Am Kiosk
- 10. května 1945 – Lažanského náměstí + Kiosk
- 25. září 1946 – náměstí Rudé armády
- 25. května 1990 – Moravské náměstí

## Významné budovy
- místodržitelský palác
- kostel svatého Tomáše
- kino Scala
- budova Nejvyššího správního soudu
- Berglův palác
- Kounicův palác
- zaniklý Německý dům

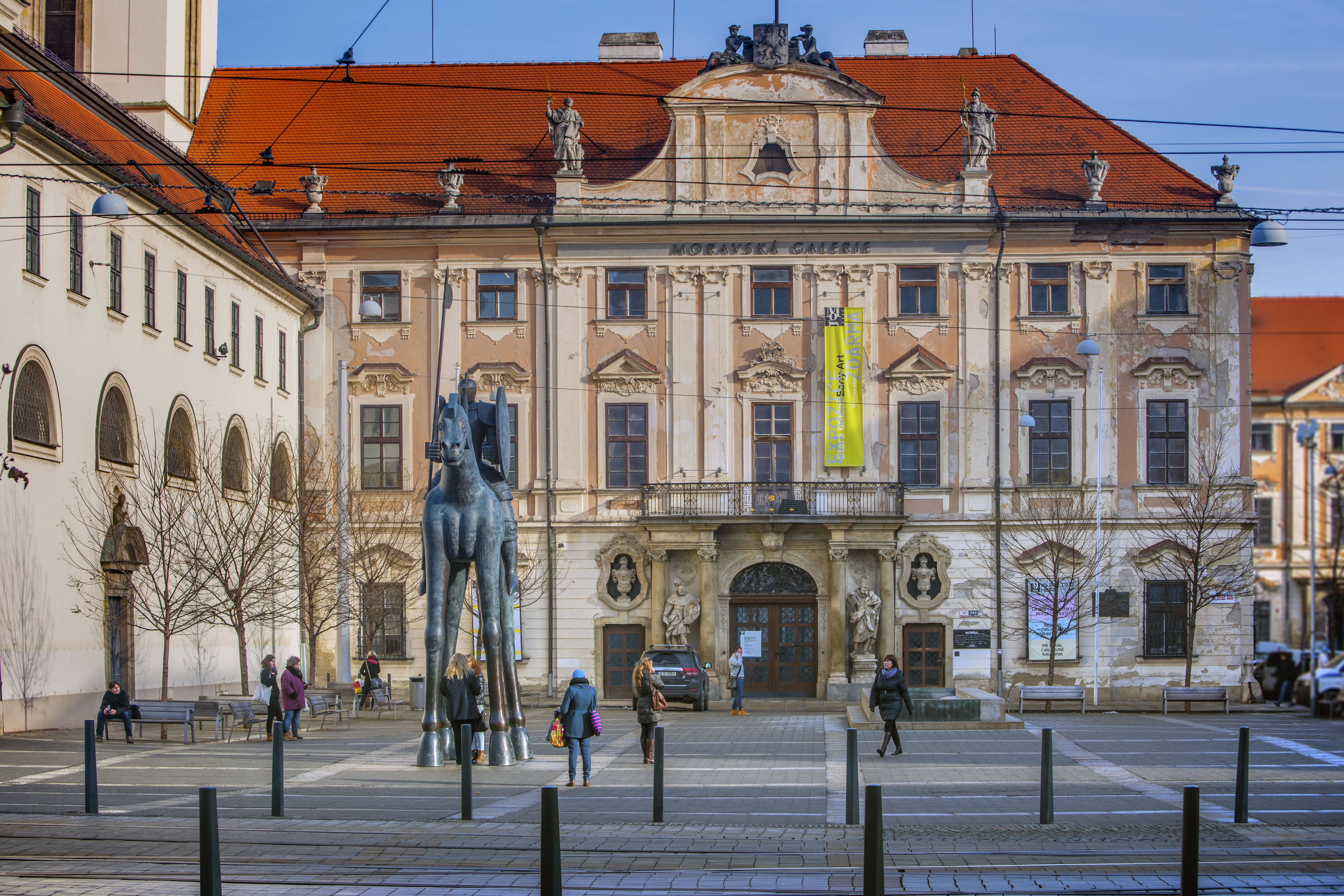
Místodržitelský palác
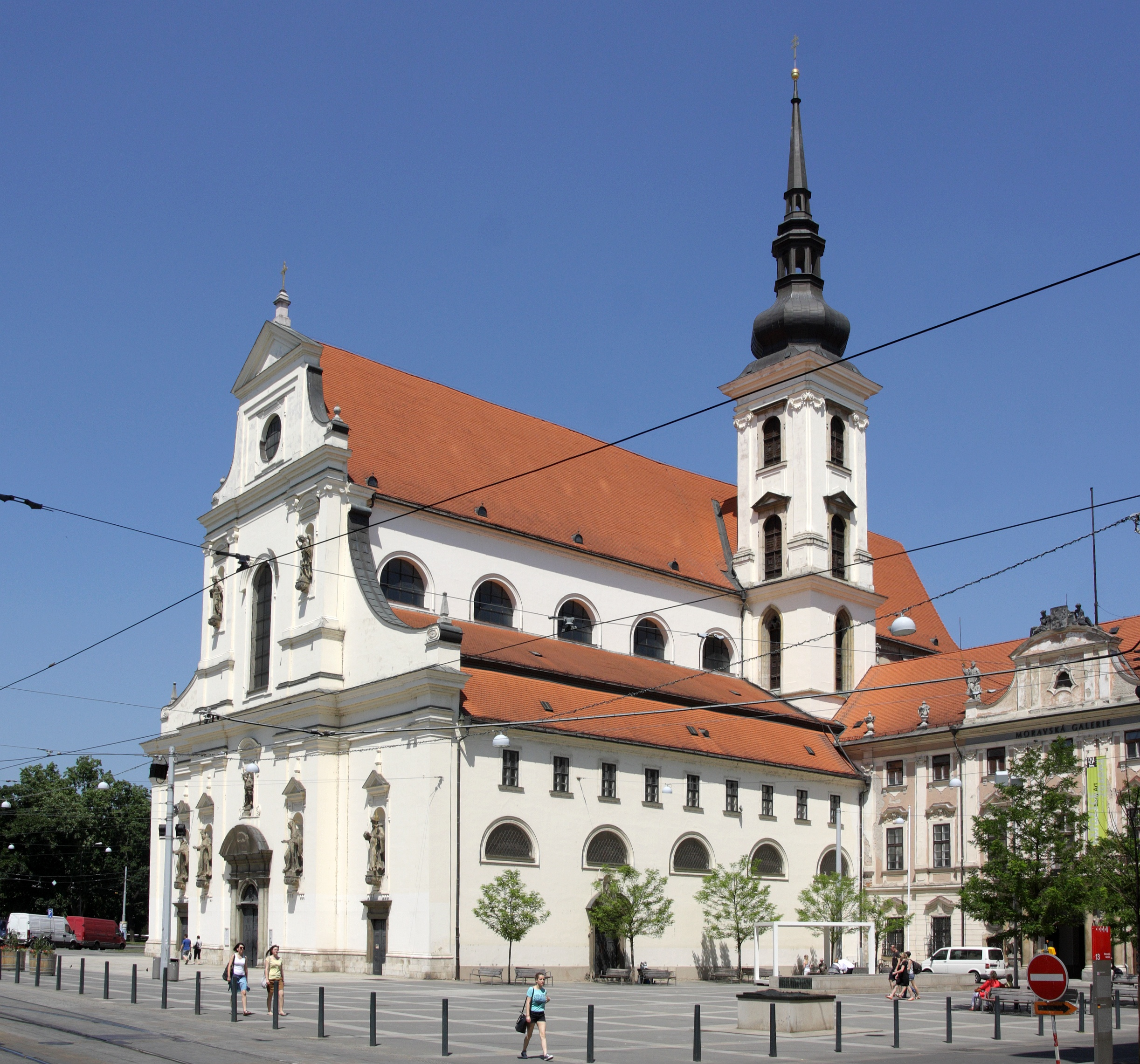
Kostel svatého Tomáše
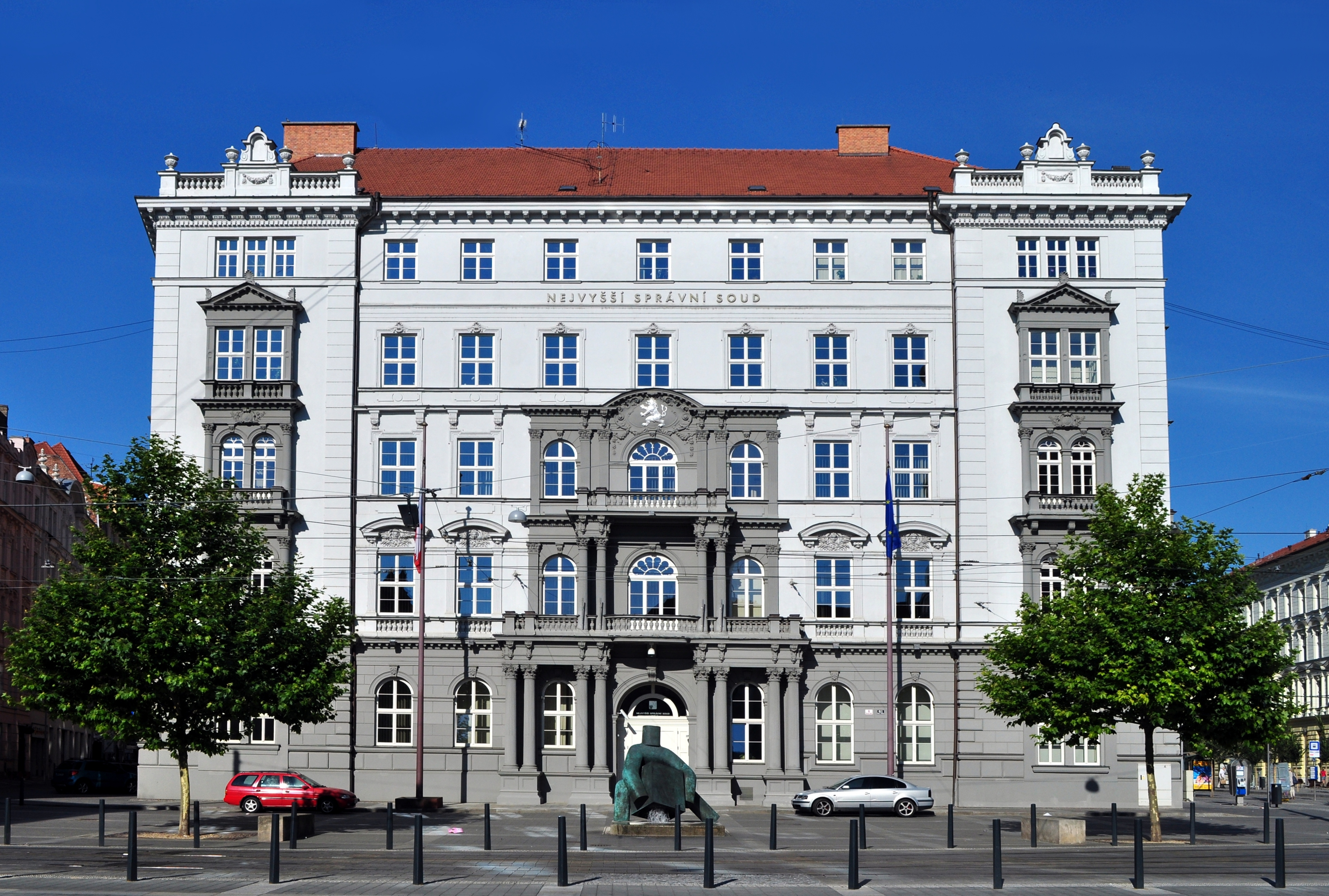
budova Nejvyššího správního soudu
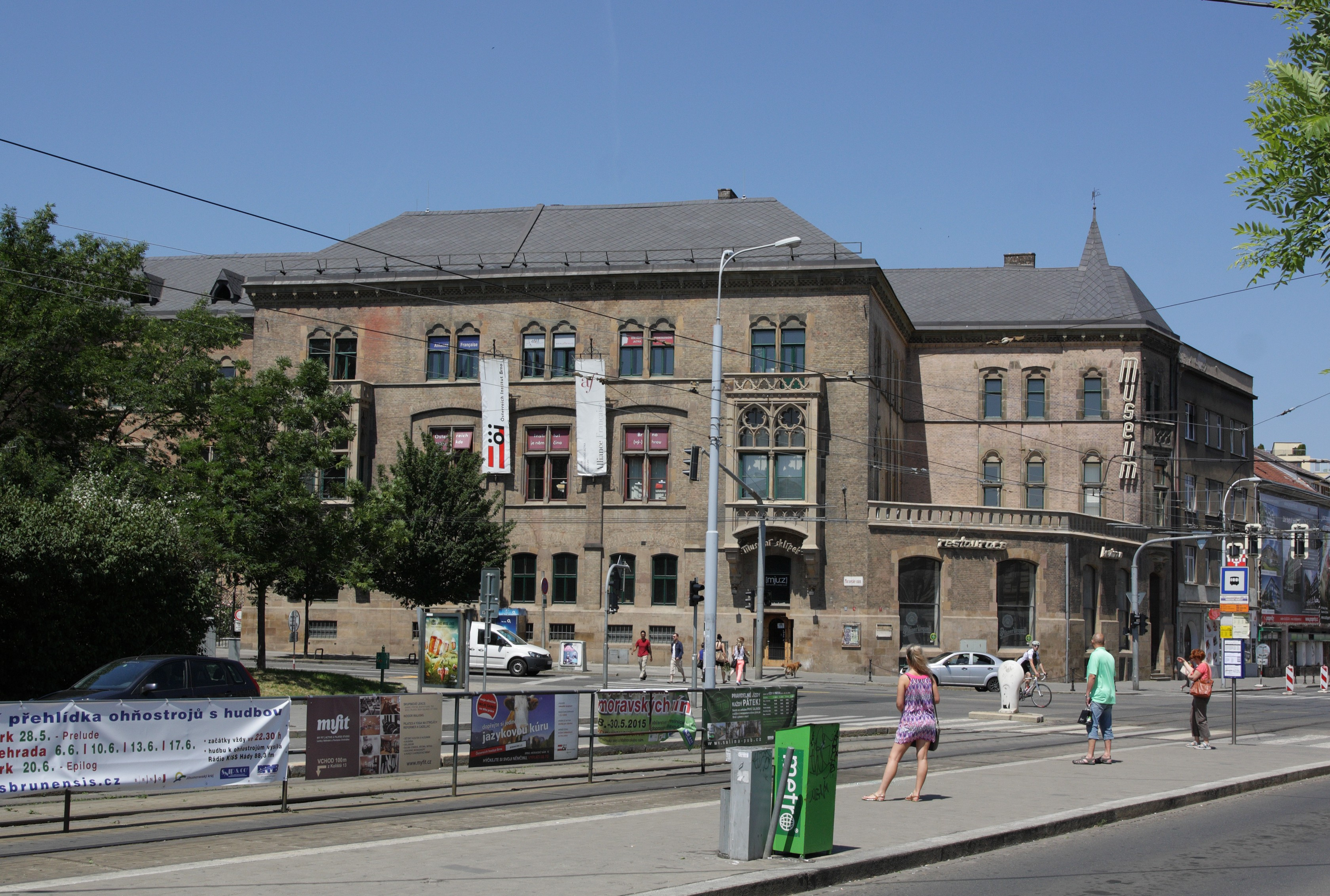
Berglův palác
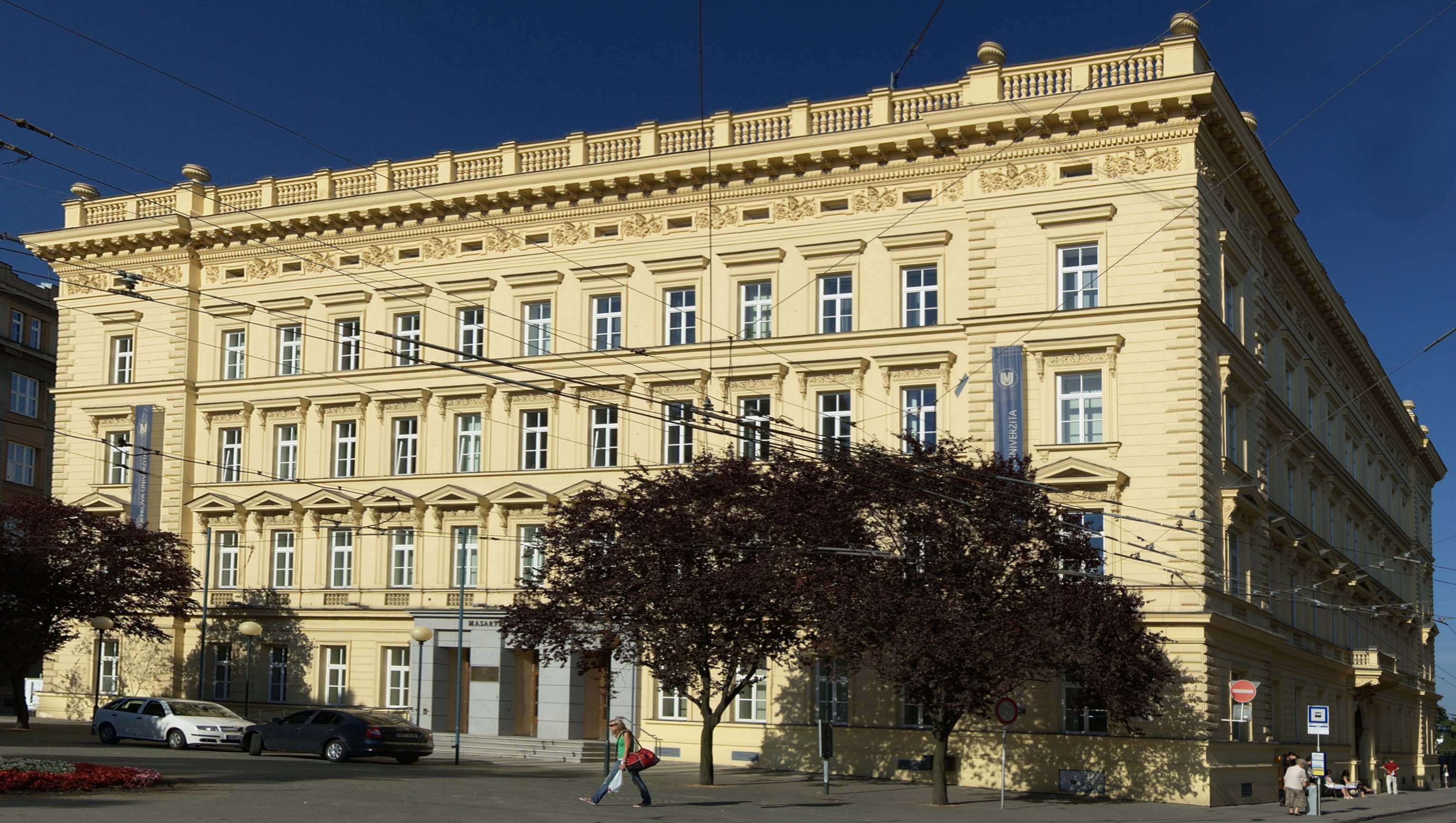
Kounicův palác
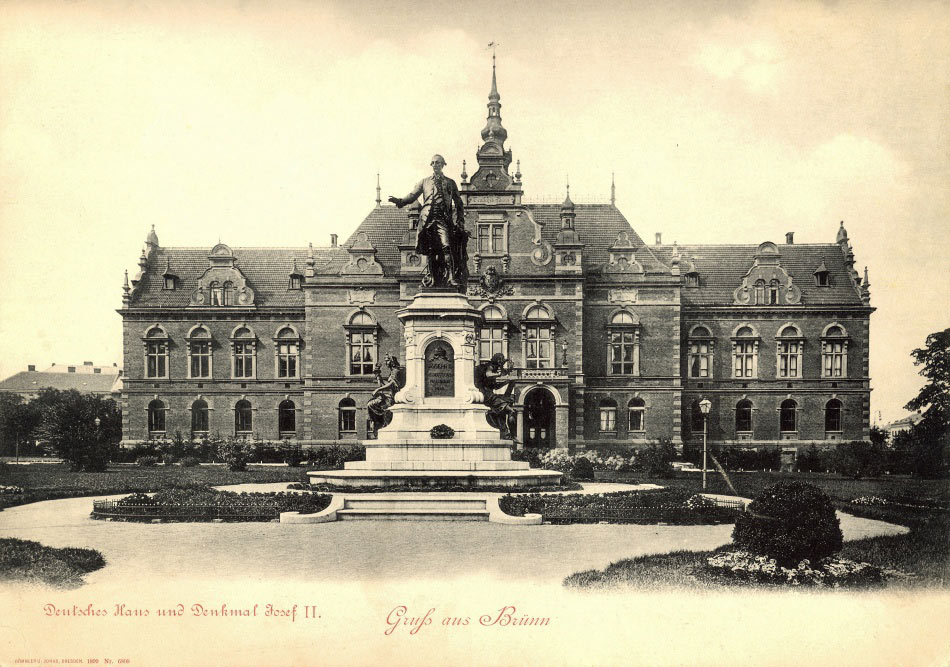
Německý dům a pomník Josefa II.

## Výtvarná díla
- pomník Rudé armády (Vincenc Makovský, 1955)
- socha Odvaha (Jaroslav Róna, 2015)
- socha Spravedlnost (Marius Kotrba, 2010)
- model Brna z roku 1645
- kašna
- busta Václava Roberta Kounice
- pamětní deska zaměstnanců banky Slavia, obětí okupace
- pomník hraběte Lažanského
- pamětní deska Danuše Muzikářové

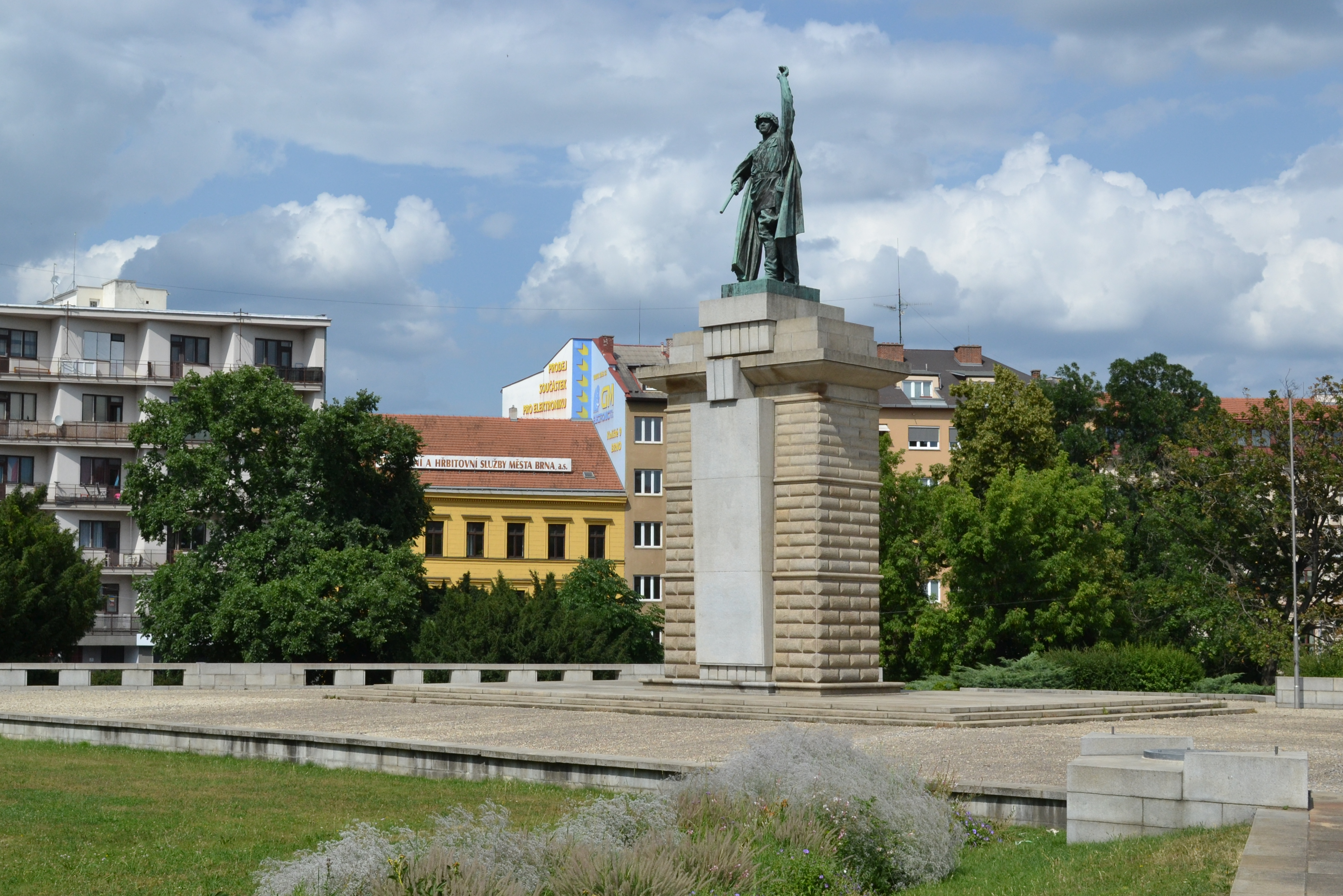
Pomník rudoarmejce na paměť osvobození Brna (26. dubna 1945)
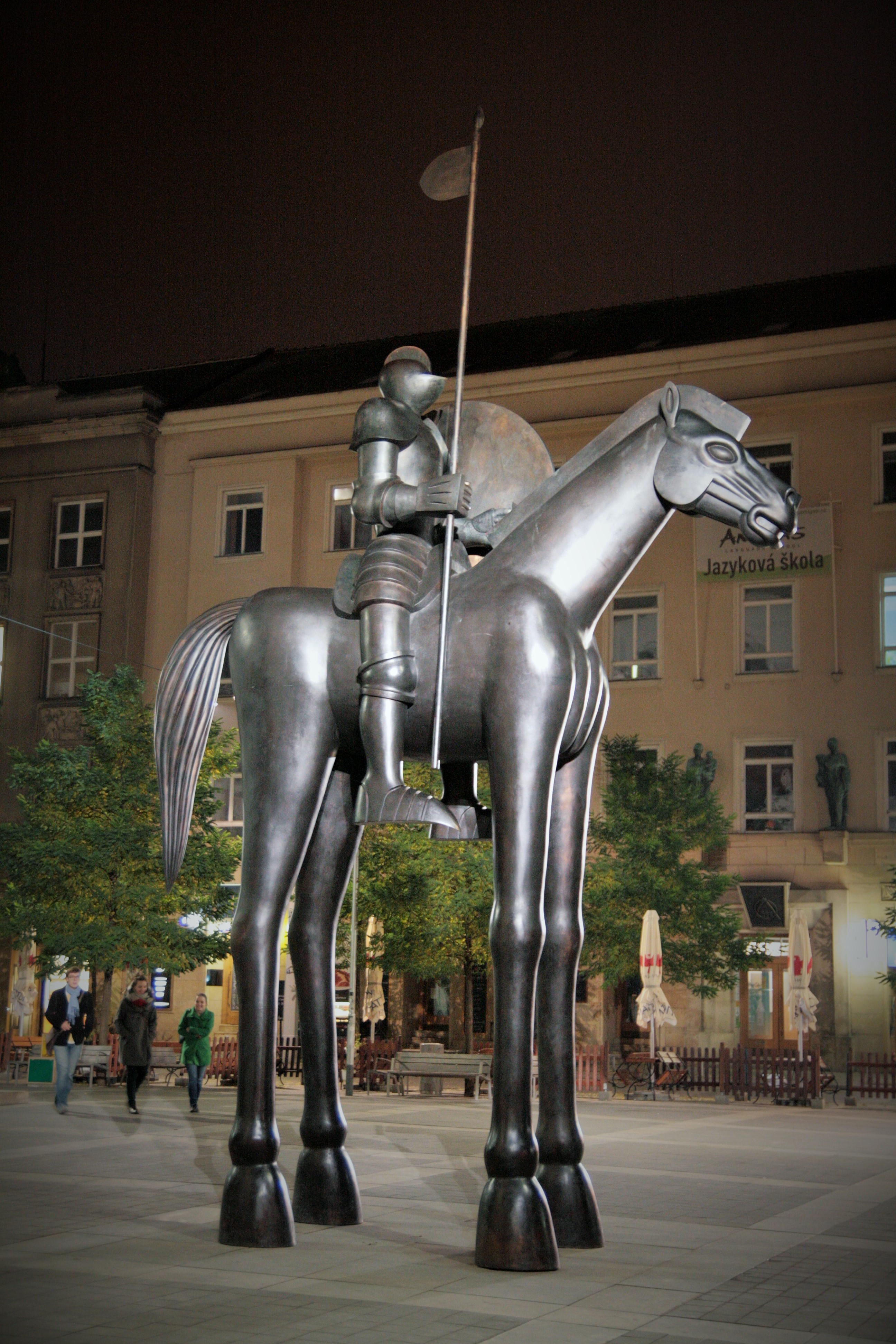
Socha „Odvaha“, dedikovaná Joštu Lucemburskému
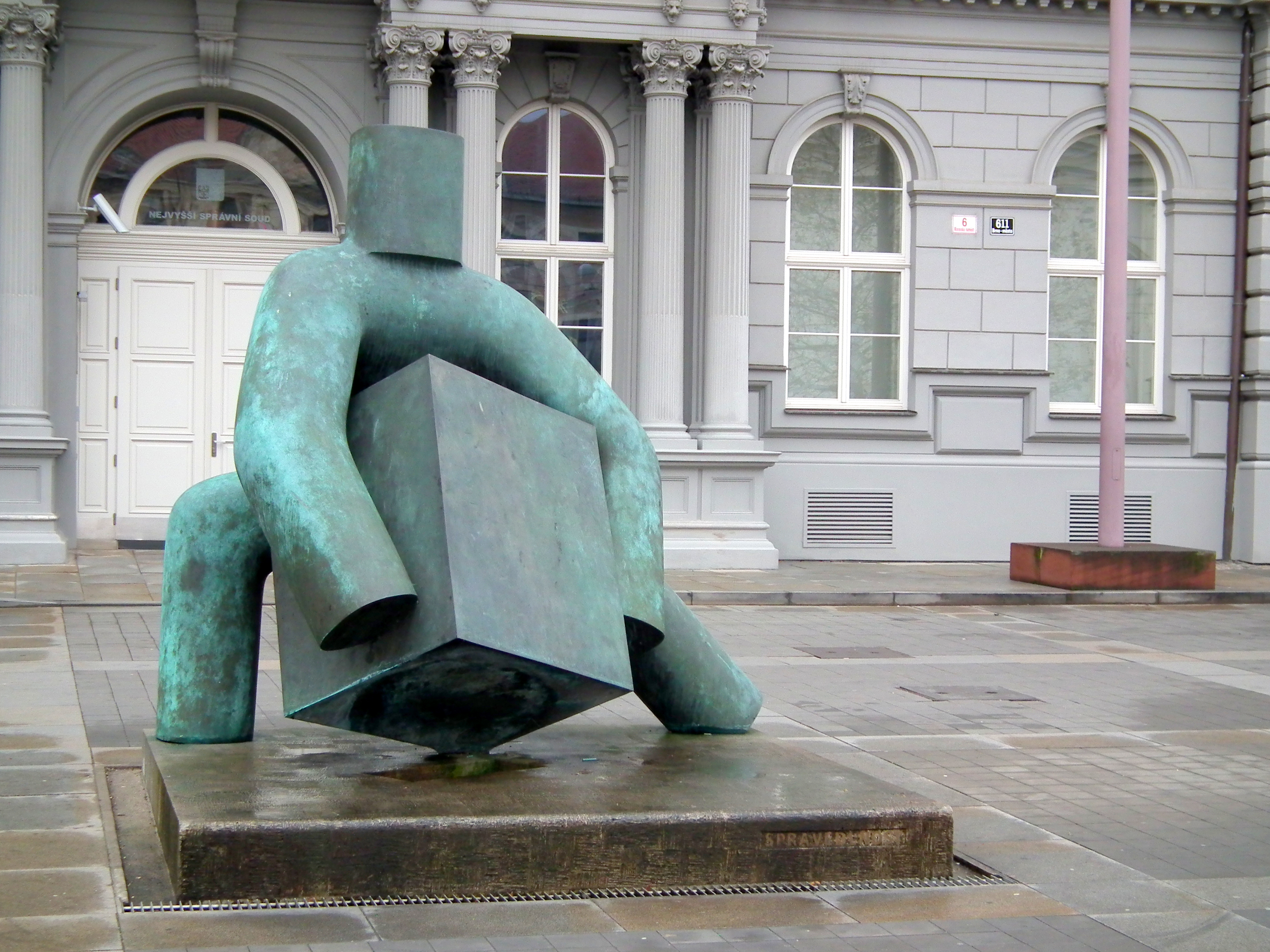
Socha „Spravedlnost“
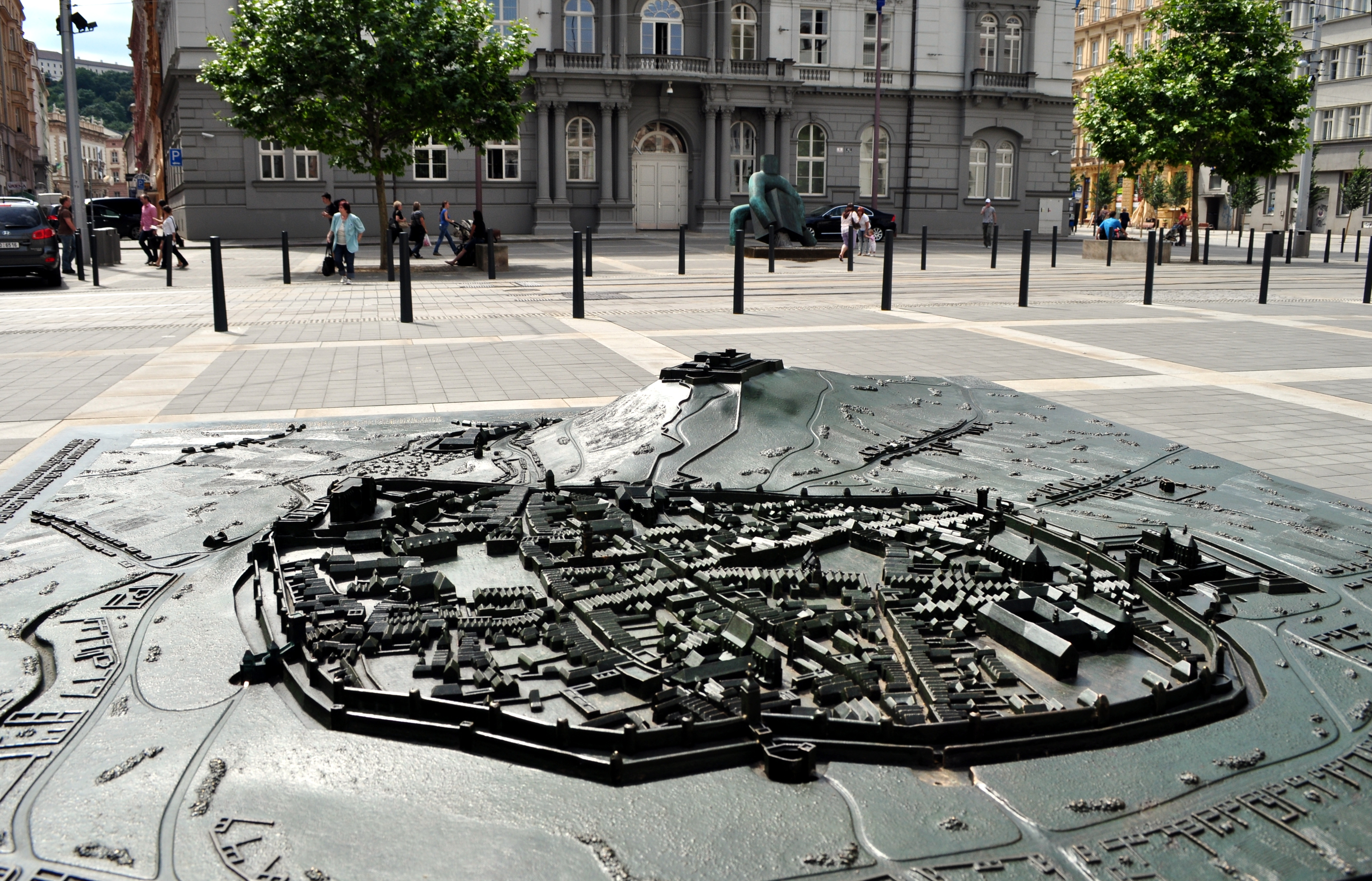
Model Brna v roce 1645 v jižní části náměstí
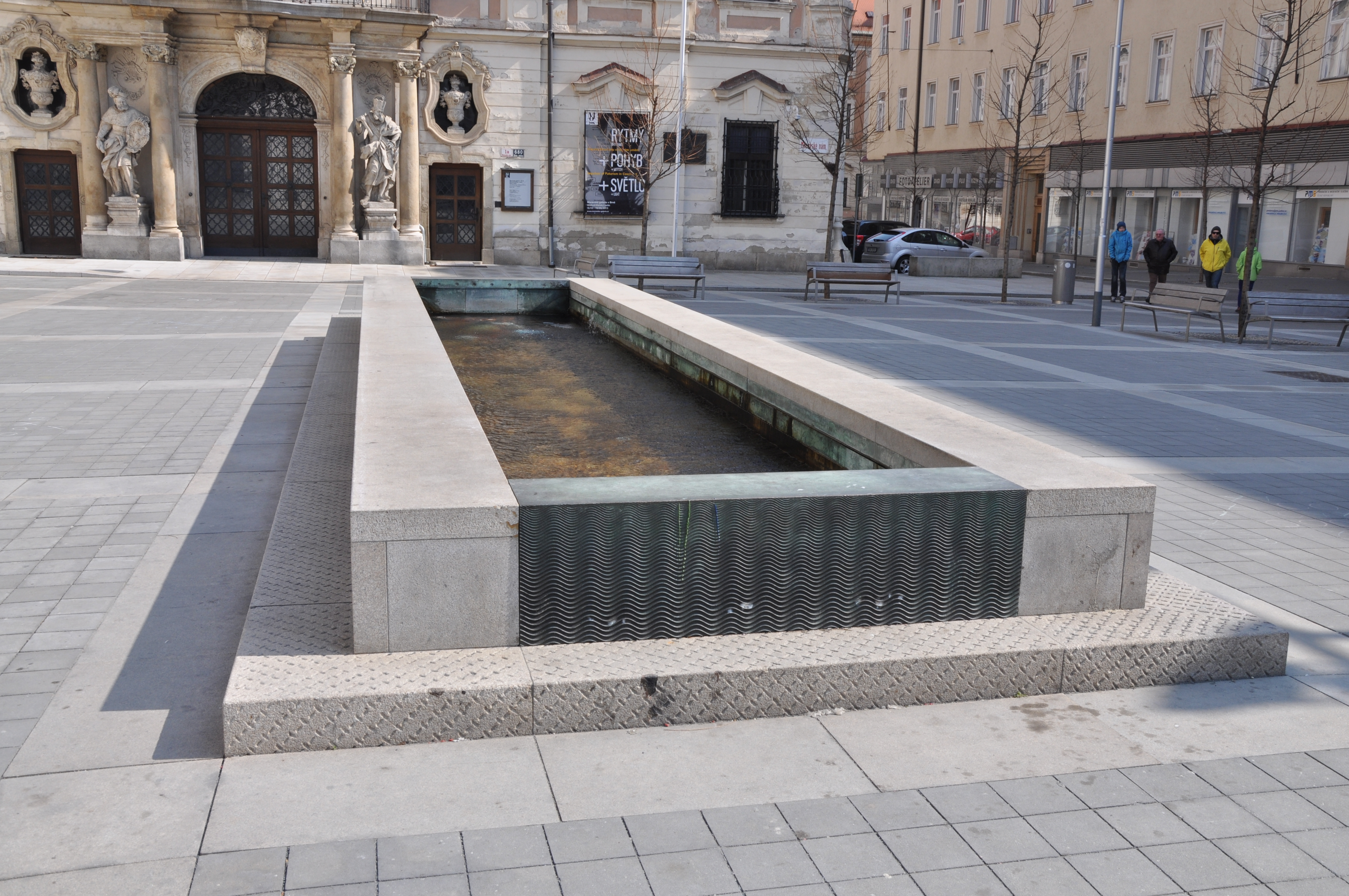
Kašna u Místodržitelského paláce